# Conservateurs et réformistes européens
Pour les articles homonymes, voir CRE.
Les Conservateurs et réformistes européens (CRE ; en anglais : European Conservatives and Reformists, ECR) sont un groupe politique européen, regroupant à l'échelle du continent un ensemble de partis eurosceptiques allant de la droite à l'extrême droite, disposant d'un groupe au Parlement européen et à l'Assemblée parlementaire du Conseil de l'Europe. Le groupe est fondé en 2009, des suites des élections européennes de 2009. Les CRE comptent vingt-trois partis membres de seize pays différents ; ils se décrivent comme « une famille se situant à droite de l'échiquier politique ».

## Idéologie
Le groupe des Conservateurs et réformistes européens se caractérise comme un groupe de droite antifédéraliste. Ses membres sont favorables au libéralisme économique mais sont critiques vis-à-vis des institutions de l'Union européenne (UE). Contrairement à certains membres du groupe Europe libertés démocratie, ils ne sont pas pour autant favorables à la sortie de leur pays de l'UE.
Ce groupe est souvent qualifié d'atlantiste en ce sens que ses membres soutiennent la politique étrangère des États-Unis.
Les partis membres se rejoignent sur le rejet de l'immigration et de l'écologie, le souhait de plus de souveraineté dans le fonctionnement de l'UE, le conservatisme sociétal et le libéralisme économique. Certaines questions, comme l'élargissement de l'UE à d'autres pays, la signature de nouveaux accords de libre-échange, la perspective d'une défense plus européenne et le Pacte sur la migration et l'asile créent en revanche des dissensions.

## Histoire
La création du groupe conservateur européen est annoncée le 30 mai 2009 par le Parti conservateur britannique (alors mené par David Cameron), qui a quitté l'ex-groupe du Parti populaire européen et des Démocrates européens (PPE-DE) devenu le groupe du Parti populaire européen (PPE).
Le 22 juin 2009, cette création est officiellement et simultanément annoncée à Londres et à Prague (par les conservateurs et l'ODS) d'un groupe de 54 élus du Parlement européen (les 26 conservateurs et unionistes britanniques, les 15 Polonais de Droit et justice et les neuf membres de l'ODS ; en font également partie un Belge, Jean-Marie Dedecker, un Hongrois du Forum démocrate hongrois (ancien PPE), un Letton de Pour la patrie et la liberté (ancien UEN) et un Néerlandais de l'Union chrétienne.
Il est officiellement constitué lors de la première session du Parlement, le 14 juillet 2009.
L'Action électorale polonaise de Lituanie rejoint ce groupe en juillet 2009.
Mirek Topolánek, chef de file de l'ODS, n'excluait pas en juin 2009 la participation à ce groupe des futurs élus sur les listes paneuropéennes Libertas, parmi lesquels, en France, on trouve le MPF de Philippe de Villiers et le CPNT. Ceci ne se fit cependant pas. Ces élus rejoignirent le nouveau groupe Europe libertés démocratie (ELD).
Michał Kamiński, candidat malheureux à l'un des postes de vice-président du parlement européen, est finalement désigné président du groupe des CRE.
Le 15 octobre 2012, l'Italienne Cristiana Muscardini rejoint ce groupe pour en devenir l'une des vice-présidents, avec un parti, le Mouvement des conservateurs et des réformistes sociaux, qu'elle vient de fonder. Remplaçant Mario Mauro, Susy De Martini de La Droite rejoint ce groupe en avril 2013.
Après les élections du 25 mai 2014, le groupe ECR accepte les adhésions du Parti populaire danois (quatre députés) et des Vrais Finlandais (deux députés) en provenance du groupe Europe libertés démocratie, du parti allemand Familie, ainsi que les deux partis slovaques (OĽaNO) et NOVA, et le parti des Grecs indépendants. Le 8 juin, sont admis l'Alternative pour l'Allemagne et la Bulgarie sans censure suivies du Parti politique réformé néerlandais le 16 juin, puis de la Nieuw-Vlaamse Alliantie le 18 juin, ce qui lui donnerait 68 députés européens.

## Composition

### 7elégislature(2009-2014)

#### Partis présents dans le groupe
| Pays        | Parti national                                         | Affiliation | Eurodéputés |
| ----------- | ------------------------------------------------------ | ----------- | ----------- |
| Belgique    | Libertair, Direct, Democratisch                        | ACRE        | 1           |
| Croatie     | Parti croate du droit – Ante Starčević                 | ACRE        | 1           |
| Danemark    | Fokus                                                  | ACRE        | 1           |
| Hongrie     | Mouvement Hongrie moderne                              | ACRE        | 1           |
| Italie      | Mouvement des conservateurs et des réformistes sociaux | ACRE        | 1           |
| Lituanie    | Action électorale polonaise de Lituanie                | ACRE        | 1           |
| Pays-Bas    | Union chrétienne                                       | ACRE        | 1           |
| Pologne     | Droit et justice                                       | ACRE        | 6           |
| Pologne     | La Pologne est le plus important                       | ACRE        | 3           |
| Tchéquie    | Parti démocratique civique                             | ACRE        | 9           |
| Royaume-Uni | Parti conservateur                                     | ACRE        | 26          |
| Royaume-Uni | Parti unioniste d'Ulster                               | ACRE        | 1           |

C'est le cinquième groupe en importance au Parlement européen (juste après les Verts). Il comptait à l'origine 55 députés européens, mais, lors des élections des quatorze vice-présidents du Parlement européen, un député conservateur britannique, Edward McMillan-Scott, se présente contre l'avis du groupe ECR. Ce dernier est élu et fait perdre Michał Kamiński, le candidat soutenu par le groupe. Il est par conséquent exclu du groupe, ce qui porte l'effectif du groupe ECR à 54.
Outre les eurodéputés du Parti conservateur britannique, du Parti démocratique civique tchèque, et de Droit et justice, sont membres de ce groupe les députés européens Anna Rosbach (Danemark), Lajos Bokros (en) (Hongrie), Susy De Martini (Forza Italia, Italie), Roberts Zīle (Lettonie, anciennement Pour la patrie et la liberté, parti disparu), Adam Bielan et Michał Kamiński (Pologne).

### 8elégislature(2014-2019)

#### Partis présents dans le groupe
Le 12 juin 2014, l'Alternative pour l'Allemagne annonce rejoindre le groupe ECR. Lors de la mandature, en juillet 2015, cinq de leurs sept députés européens quittent le parti et créent l'Alliance pour le progrès et le renouveau. Ces derniers restent membres du groupe européen contrairement à Beatrix von Storch qui rejoint ELDD en avril 2016.
En Belgique, le 18 juin 2014, Bart De Wever, président du parti flamand Nieuw-Vlaamse Alliantie (N-VA), annonce l'adhésion de son mouvement à l'ECR. Le groupe reçoit aussi le renfort de deux partis scandinaves d'extrême droite, le Parti populaire danois et les Vrais finlandais.

#### Anciens membres
| Pays        | Parti national                                                                        | Député européen                | Parti européen               | Dates                       | Nouveau groupe |
| ----------- | ------------------------------------------------------------------------------------- | ------------------------------ | ---------------------------- | --------------------------- | -------------- |
| Allemagne   | Alternative pour l'Allemagne                                                          | Beatrix von Storch             | MPCE                         | Juin 2014 - avril 2016      | ELDD           |
| Allemagne   | Alternative pour l'Allemagne                                                          | Marcus Pretzell                |                              | Juin 2014 - avril 2016      | NI puis ENL    |
| Danemark    | Parti populaire danois (jusqu'en octobre 2015) Indépendante (à partir d'octobre 2015) | Rikke Karlsson                 | MELD (jusqu'en octobre 2015) | Juin 2014 - février 2018    | NI             |
| Royaume-Uni | Parti conservateur                                                                    | Richard Ashworth Julie Girling | ACRE                         | Juillet 2009 - février 2018 | EPP            |

### 9elégislature (2019-2024)

#### Partis présents dans le groupe
| Pays      | Sièges | Parti national                           | Député européen              | Parti européen |
| --------- | ------ | ---------------------------------------- | ---------------------------- | -------------- |
| Allemagne | 1      | Réformateurs libéraux-conservateurs      | Lars Patrick Berg            | Parti ECR      |
| Belgique  | 3      | Nieuw-Vlaamse Alliantie                  | Assita Kanko                 | ALE            |
| Belgique  | 3      | Nieuw-Vlaamse Alliantie                  | Geert Bourgeois              | ALE            |
| Belgique  | 3      | Nieuw-Vlaamse Alliantie                  | Johan Van Overtveldt         | ALE            |
| Bulgarie  | 2      | Mouvement national bulgare               | Angel Dzhambazki             | Parti ECR      |
| Bulgarie  | 2      | Mouvement national bulgare               | Andrey Slabakov              | Parti ECR      |
| Croatie   | 1      | Parti conservateur croate                | Ruža Tomašić                 | Parti ECR      |
| Espagne   | 4      | Vox                                      | Hermann Tertsch              | Parti ECR      |
| Espagne   | 4      | Vox                                      | Jorge Buxadé Villalba        | Parti ECR      |
| Espagne   | 4      | Vox                                      | Mazaly Aguilar               | Parti ECR      |
| Espagne   | 4      | Vox                                      | Margarita de la Pisa Carrión | Parti ECR      |
| France    | 1      | Reconquête                               | Nicolas Bay                  |                |
| Grèce     | 1      | Solution grecque                         | Emmanouíl Frágkos            | Parti ECR      |
| Italie    | 8      | Frères d'Italie                          | Raffaele Fitto               | Parti ECR      |
| Italie    | 8      | Frères d'Italie                          | Carlo Fidanza                | Parti ECR      |
| Italie    | 8      | Frères d'Italie                          | Sergio Berlato               | Parti ECR      |
| Italie    | 8      | Frères d'Italie                          | Vincenzo Sofo                | Parti ECR      |
| Italie    | 8      | Frères d'Italie                          | Nicola Procaccini            | Parti ECR      |
| Italie    | 8      | Frères d'Italie                          | Raffaele Stancanelli         | Parti ECR      |
| Italie    | 8      | Frères d'Italie                          | Giuseppe Milazzo             | Parti ECR      |
| Italie    | 8      | Frères d'Italie                          | Pietro Fiocchi               | Parti ECR      |
| Lettonie  | 2      | Alliance nationale                       | Roberts Zīle                 | Parti ECR      |
| Lettonie  | 2      | Alliance nationale                       | Dace Melbārde                | Parti ECR      |
| Lituanie  | 1      | Action électorale polonaise de Lituanie  | Valdemar Tomaševski          | Parti ECR      |
| Pays-Bas  | 1      | Parti politique réformé                  | Bert-Jan Ruissen             | MPCE           |
| Pays-Bas  | 3      | JA21                                     | Derk Jan Eppink              | Parti ECR      |
| Pays-Bas  | 3      | JA21                                     | Rob Rooken                   | Parti ECR      |
| Pays-Bas  | 3      | JA21                                     | Rob Roos                     | Parti ECR      |
| Pays-Bas  | 1      | Plus de démocratie directe               | Dorien Rookmaker             | Aucun          |
| Pologne   | 25     | Droit et justice                         | Ryszard Legutko              | Parti ECR      |
| Pologne   | 25     | Droit et justice                         | Tomasz Poręba                | Parti ECR      |
| Pologne   | 25     | Droit et justice                         | Kosma Złotowski              | Parti ECR      |
| Pologne   | 25     | Droit et justice                         | Adam Bielan                  | Parti ECR      |
| Pologne   | 25     | Droit et justice                         | Joachim Brudziński           | Parti ECR      |
| Pologne   | 25     | Droit et justice                         | Ryszard Czarnecki            | Parti ECR      |
| Pologne   | 25     | Droit et justice                         | Anna Fotyga                  | Parti ECR      |
| Pologne   | 25     | Droit et justice                         | Krzysztof Jurgiel            | Parti ECR      |
| Pologne   | 25     | Droit et justice                         | Karol Karski                 | Parti ECR      |
| Pologne   | 25     | Droit et justice                         | Izabela-Helena Kloc          | Parti ECR      |
| Pologne   | 25     | Droit et justice                         | Joanna Kopcińska             | Parti ECR      |
| Pologne   | 25     | Droit et justice                         | Zdzisław Krasnodębski        | Parti ECR      |
| Pologne   | 25     | Droit et justice                         | Elżbieta Kruk                | Parti ECR      |
| Pologne   | 25     | Droit et justice                         | Zbigniew Kuźmiuk             | Parti ECR      |
| Pologne   | 25     | Droit et justice                         | Beata Mazurek                | Parti ECR      |
| Pologne   | 25     | Droit et justice                         | Andżelika Możdżanowska       | Parti ECR      |
| Pologne   | 25     | Droit et justice                         | Elżbieta Rafalska            | Parti ECR      |
| Pologne   | 25     | Droit et justice                         | Bogdan Rzońca                | Parti ECR      |
| Pologne   | 25     | Droit et justice                         | Jacek Saryusz-Wolski         | Parti ECR      |
| Pologne   | 25     | Droit et justice                         | Beata Szydło                 | Parti ECR      |
| Pologne   | 25     | Droit et justice                         | Dominik Tarczyński           | Parti ECR      |
| Pologne   | 25     | Droit et justice                         | Grzegorz Tobiszowski         | Parti ECR      |
| Pologne   | 25     | Droit et justice                         | Witold Waszczykowski         | Parti ECR      |
| Pologne   | 25     | Droit et justice                         | Jadwiga Wiśniewska           | Parti ECR      |
| Pologne   | 25     | Droit et justice                         | Anna Zalewska                | Parti ECR      |
| Pologne   | 2      | Pologne solidaire                        | Patryk Jaki                  | Aucun          |
| Pologne   | 2      | Pologne solidaire                        | Beata Kempa                  | Aucun          |
| Roumanie  | 1      | Parti national paysan chrétien-démocrate | Cristian Terheş              | MPCE           |
| Slovaquie | 1      | Liberté et solidarité                    | Eugen Jurzyca                | Parti ECR      |
| Suède     | 3      | Démocrates de Suède                      | Peter Lundgren               | Parti ECR      |
| Suède     | 3      | Démocrates de Suède                      | Jessica Stegrud              | Parti ECR      |
| Suède     | 3      | Démocrates de Suède                      | Charlie Weimers              | Parti ECR      |
| Tchéquie  | 4      | Parti démocratique civique               | Jan Zahradil                 | Parti ECR      |
| Tchéquie  | 4      | Parti démocratique civique               | Evžen Tošenovský             | Parti ECR      |
| Tchéquie  | 4      | Parti démocratique civique               | Alexandr Vondra              | Parti ECR      |
| Tchéquie  | 4      | Parti démocratique civique               | Veronika Vrecionová          | Parti ECR      |

#### Anciens membres
| Pays      | Parti national                 | Député européen          | Parti européen | Dates                     | Nouveau groupe |
| --------- | ------------------------------ | ------------------------ | -------------- | ------------------------- | -------------- |
| Allemagne | Parti des familles d'Allemagne | Helmut Geuking           | MPCE           | Juillet 2019 - avril 2021 | PPE            |
| Slovaquie | Indépendante                   | Lucia Ďuriš Nicholsonová |                | Juillet 2019 - mai 2021   | RE             |

### 10elégislature (2024-2029)
En 2024, le groupe des CRE annonce que ses membres sont au nombre de 84 eurodéputés plutôt que 77, du fait de nouveaux membres : les Démocrates danois, le parti bulgare Il y a un tel peuple, l’Union lituanienne agraire et des verts, quatre eurodéputés français dissidents du parti Reconquête!, l'Alliance pour l'unité des Roumains (AUR) et un dissident du Parti populaire conservateur d'Estonie. Le parti espagnol Vox décide finalement de rejoindre le nouveau groupe Patriotes pour l’Europe, ramenant le groupe CRE a 78 membres. Le groupe est rejoint par deux des trois eurodéputés de Se Acabó La Fiesta le 18 octobre 2024.
| Pays organisateur | Parti national | Parti européen | Sièges   |
| ----------------- | --- | -------------- | -------- |
| Belgique          | Nouvelle alliance flamande Nieuw-Vlaamse Alliantie (N-VA) | EFA            | 3        |
| Bulgarie          | Il y a un tel peuple Има такъв народ (ITN) | Parti ECR      | 1        |
| Croatie           | Mouvement patriotique Domovinski pokret (DP) | Aucun          | 1        |
| Chypre            | Front populaire national Εθνικό Λαϊκό Μέτωπο (ELAM) | Parti ECR      | 1        |
| Tchéquie          | Parti démocratique civique Občanská demokratická strana (ODS) | Parti ECR      | 3        |
| Danemark          | Démocrates danois Danmarksdemokraterne (Æ) | Aucun          | 1        |
| Espagne           | Se Acabó La Fiesta | Aucun          | 2        |
| Estonie           | Indépendant | Indépendant    | 1        |
| Finlande          | Parti des Finlandais Perussuomalaiset (PS) | Aucun          | 1        |
| France            | Identité-Libertés (IDL) | Parti ECR      | 4        |
| Grèce             | Solution grecque Ελληνική Λύση (ΕΛ) | Aucun          | 2        |
| Italie            | Frères d'Italie Fratelli d'Italia (FdI) | Parti ECR      | 24       |
| Lettonie          | Alliance nationale Nacionālā Apvienība (NA) | Parti ECR      | 2        |
| Lettonie          | Liste Unie Apvienotais saraksts (AS) | Aucun          | 1        |
| Lituanie          | Action électorale polonaise de Lituanie Lietuvos lenkų rinkimų akcija – Krikščioniškų šeimų sąjunga (LLRA–KŠS) Akcja Wyborcza Polaków na Litwie – Związek Chrześcijańskich Rodzin (AWPL–ZCHR) | Parti ECR      | 1        |
| Lituanie          | Union lituanienne agraire et des verts Lietuvos valstiečių ir žaliųjų sąjunga (LVŽS) | Parti ECR      | 1        |
| Luxembourg        | Parti réformiste d'alternative démocratique Alternativ Demokratesch Reformpartei (ADR) | Parti ECR      | 1        |
| Pays-Bas          | Parti politique réformé Staatkundig Gereformeerde Partij (SGP) | ECPM           | 1        |
| Pologne           | Droit et Justice Prawo i Sprawiedliwość (PiS) | Parti ECR      | 18       |
| Pologne           | Pologne souveraine Suwerenna Polska (SP) | Aucun          | 2        |
| Roumanie          | Alliance pour l'unité des Roumains Alianța pentru Unirea Românilor (AUR) | Parti ECR      | 5        |
| Roumanie          | Parti national conservateur roumain Partidul Național Conservator Român (PNCR) | ECPM           | 1        |
| Suède             | Démocrates de Suède Sverigedemokraterna (SD) | Parti ECR      | 3        |
| Total             | Total | Total          | 80 / 720 |

## Bureau du groupe

### Présidents du groupe
| Dates                              | Présidents du groupe |
| ---------------------------------- | -------------------- |
| 16 juillet 2009 – 7 mars 2011      | Michał Kamiński      |
| 8 mars 2011 – 12 décembre 2011     | Jan Zahradil         |
| 13 décembre 2011 – 30 juin 2014    | Martin Callanan      |
| 30 juin 2014 – 1er juillet 2019    | Syed Kamall          |
| 1er juillet 2019 – 12 octobre 2022 | Raffaele Fitto       |
| 5 juillet 2017 – 12 octobre 2022   | Ryszard Legutko      |
| 3 juillet 2024 - 25 novembre 2024  | Joachim Brudziński   |
| Depuis le 14 février 2023          | Nicola Procaccini    |
| Depuis le 17 décembre 2024         | Patryk Jaki          |

- De 2009 à 2017 : présidents
- Depuis 2017 : co-présidents

### Composition

#### 9elégislature
| Fonction          | Nom                   | Parti national                          | Notes                           |
| ----------------- | --------------------- | --------------------------------------- | ------------------------------- |
| Co-présidents     | Raffaele Fitto        | Frères d'Italie                         |                                 |
| Co-présidents     | Ryszard Legutko       | Droit et justice                        |                                 |
| Vice-présidents   | Derk Jan Eppink       | FVD/JA21                                | Jusqu'au 30 mars 2021.          |
| Vice-présidents   | Daniel Hannan         | Parti conservateur                      | Jusqu'au 31 janv. 2020.         |
| Vice-présidents   | Assita Kanko          | Nieuw-Vlaamse Alliantie                 |                                 |
| Vice-présidents   | Peter Lundgren        | Démocrates de Suède                     |                                 |
| Vice-présidents   | Robert Roos           | FVD/JA21                                | Depuis le 20 avr. 2021.         |
| Vice-présidents   | Beata Szydło          | Droit et justice                        | Depuis le 10 mars 2020.         |
| Vice-présidents   | Hermann Tertsch       | Vox                                     |                                 |
| Vice-présidents   | Geoffrey Van Orden    | Parti conservateur                      | Jusqu'au 31 janv. 2020.         |
| Vice-présidents   | Kyriákos Velópoulos   | Solution grecque                        | Jusqu'au 6 juill. 2019.         |
| Vice-présidents   | Roberts Zīle          | Alliance nationale                      |                                 |
| Membres du bureau | Mazaly Aguilar        | Vox                                     | Jusqu'au 3 mars 2020.           |
| Membres du bureau | Lars Patrick Berg     | Alternative pour l'Allemagne            | Depuis le 23 juin 2021.         |
| Membres du bureau | Geert Bourgeois       | Nieuw-Vlaamse Alliantie                 |                                 |
| Membres du bureau | Jorge Buxadé Villalba | Vox                                     |                                 |
| Membres du bureau | Carlo Fidanza         | Frères d'Italie                         |                                 |
| Membres du bureau | Emmanouíl Frágkos     | Solution grecque                        |                                 |
| Membres du bureau | Ladislav Ilčić        | Hrast/Souverainistes croates            | Depuis le 6 juill. 2021.        |
| Membres du bureau | Eugen Jurzyca         | Liberté et solidarité                   |                                 |
| Membres du bureau | Karol Karski          | Droit et justice                        |                                 |
| Membres du bureau | Zdzisław Krasnodębski | Droit et justice                        | Depuis le 21 nov. 2019.         |
| Membres du bureau | Tomasz Poręba         | Droit et justice                        |                                 |
| Membres du bureau | Bert-Jan Ruissen      | Parti politique réformé                 |                                 |
| Membres du bureau | Beata Szydło          | Droit et justice                        | Du 21 nov. 2019 au 9 mars 2020. |
| Membres du bureau | Cristian Terheş       | PNȚCD                                   | Depuis le 14 mai 2020.          |
| Membres du bureau | Valdemar Tomaševski   | Action électorale polonaise de Lituanie |                                 |
| Membres du bureau | Ruža Tomašić          | HKS/Souverainistes croates              | Jusqu'au 30 juin 2021.          |
| Membres du bureau | Johan Van Overtveldt  | Nieuw-Vlaamse Alliantie                 |                                 |
| Membres du bureau | Veronika Vrecionová   | Parti démocratique civique              | Depuis le 10 mars 2020.         |
| Membres du bureau | Jan Zahradil          | Parti démocratique civique              |                                 |
| Co-trésoriers     | Angel Dzhambazki      | Mouvement national bulgare              |                                 |
| Co-trésoriers     | Kosma Złotowski       | Droit et justice                        |                                 |

| Fonction          | Nom                   | Parti national                          |
| ----------------- | --------------------- | --------------------------------------- |
| Co-présidents     | Raffaele Fitto        | Frères d'Italie                         |
| Co-présidents     | Ryszard Legutko       | Droit et justice                        |
| Vice-présidents   | Assita Kanko          | Nieuw-Vlaamse Alliantie                 |
| Vice-présidents   | Peter Lundgren        | Démocrates de Suède                     |
| Vice-présidents   | Robert Roos           | FVD/JA21                                |
| Vice-présidents   | Beata Szydło          | Droit et justice                        |
| Vice-présidents   | Hermann Tertsch       | Vox                                     |
| Vice-présidents   | Roberts Zīle          | Alliance nationale                      |
| Membres du bureau | Lars Patrick Berg     | Alternative pour l'Allemagne            |
| Membres du bureau | Geert Bourgeois       | Nieuw-Vlaamse Alliantie                 |
| Membres du bureau | Jorge Buxadé Villalba | Vox                                     |
| Membres du bureau | Carlo Fidanza         | Frères d'Italie                         |
| Membres du bureau | Emmanouíl Frágkos     | Solution grecque                        |
| Membres du bureau | Ladislav Ilčić        | Hrast/Souverainistes croates            |
| Membres du bureau | Eugen Jurzyca         | Liberté et solidarité                   |
| Membres du bureau | Karol Karski          | Droit et justice                        |
| Membres du bureau | Zdzisław Krasnodębski | Droit et justice                        |
| Membres du bureau | Tomasz Poręba         | Droit et justice                        |
| Membres du bureau | Bert-Jan Ruissen      | Parti politique réformé                 |
| Membres du bureau | Cristian Terheş       | PNȚCD                                   |
| Membres du bureau | Valdemar Tomaševski   | Action électorale polonaise de Lituanie |
| Membres du bureau | Johan Van Overtveldt  | Nieuw-Vlaamse Alliantie                 |
| Membres du bureau | Veronika Vrecionová   | Parti démocratique civique              |
| Membres du bureau | Jan Zahradil          | Parti démocratique civique              |
| Co-trésoriers     | Angel Dzhambazki      | Mouvement national bulgare              |
| Co-trésoriers     | Kosma Złotowski       | Droit et justice                        |